# کوه میوجینگاتاکه (کاناگاوا)
کوه میوجینگاتاکه (به ژاپنی: 明神ヶ岳 myoujingatake) در استان کاناگاوا (神奈川県) و در نزدیکی شهر هاکونه (箱根市) و مینامی گاشیگاراشی (南足柄市) قرار دارد. ارتفاع این کوه ۱۱۶۹ متر است.  

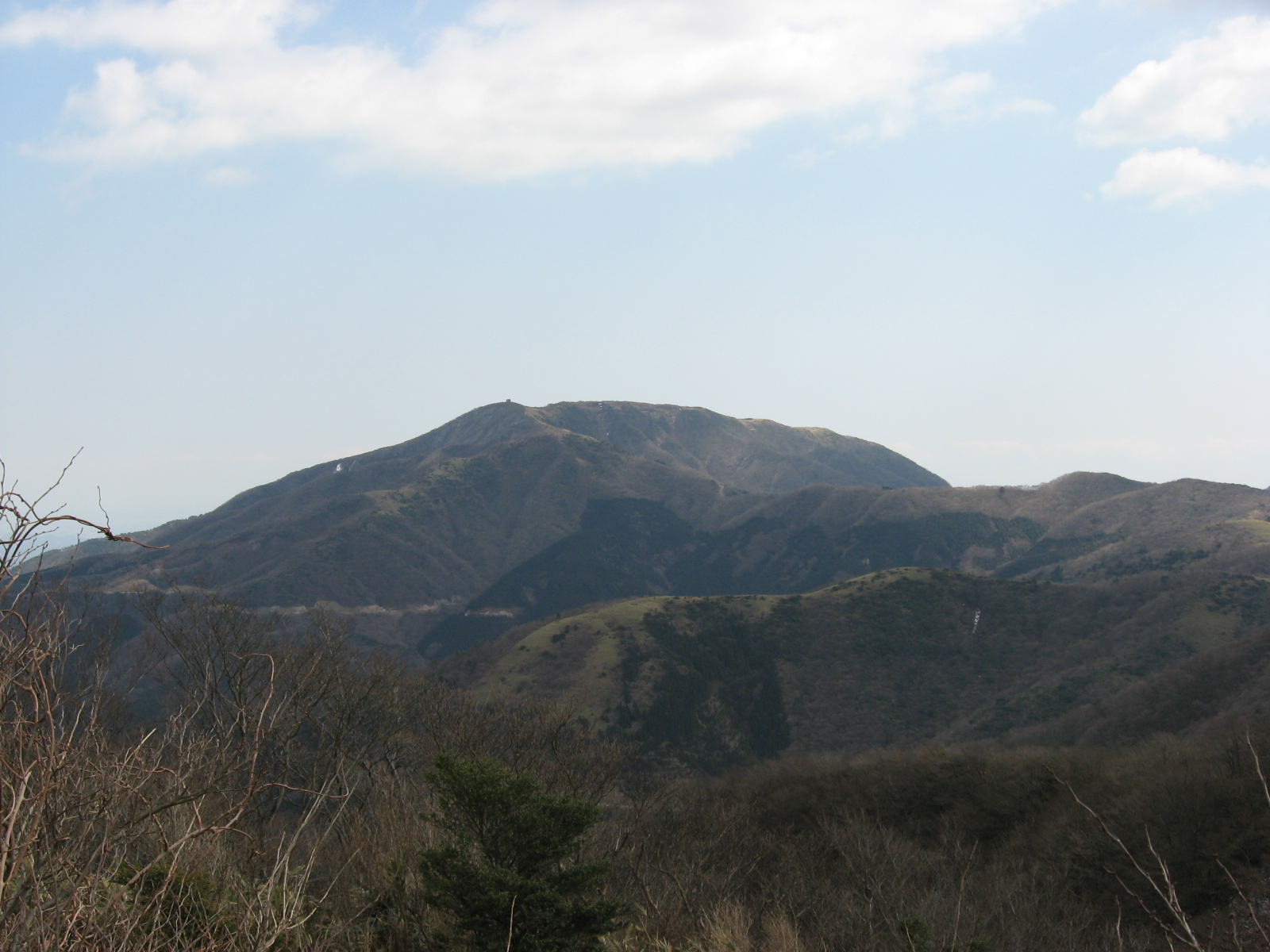
کوه میوجینگاتاکه در هاکونه، از زاویهٔ دید کوه کینتوکی (金時山).